# Wspólnota administracyjna Stollberg (Erzgebirge)
Wspólnota administracyjna Stollberg (Erzgebirge) (niem. Verwaltungsgemeinschaft Stollberg (Erzgebirge)) – wspólnota administracyjna w Niemczech, w kraju związkowym Saksonia, w okręgu administracyjnym Chemnitz, w powiecie Erzgebirgskreis. Siedziba wspólnoty znajduje się w mieście Stollberg/Erzgeb.
Wspólnota administracyjna zrzesza jedną gminę miejską oraz jedną gminę wiejską: 
- Niederdorf
- Stollberg/Erzgeb.